# اما لاهانا
اما لاهانا (انگلیسی: Emma Lahana؛ زادهٔ ۲۷ ژوئن ۱۹۸۴) بازیگر اهل نیوزیلند است.
از فیلم‌هایی که وی در آن نقش داشته است، می‌توان به به همین خیال باش! و شفافیت اشاره کرد.